# Olga Morales Segura
Olga Morales Segura (1968) és una política catalana, alcaldessa de Viladecans des d'octubre de 2024, quan va substituir Carles Ruiz, qui passà a ser president de Ferrocarrils de la Generalitat.
Es va llicenciar en psicologia a la Universitat de Barcelona, i va completar els seus estudis a la mateixa universitat, fent postgraus en comunicació, lideratge polític, socialdemocràcia i polítiques públiques i participació i desenvolupament sostenible.
Després de les eleccions municipals de 2023 fou nomenada tinent alcalde de sostenibilitat social i serveis a la ciutadania. Anava desena a la llista electoral municipal, on el seu partit va obtenir 12 regidors, revalidant l'alcaldia.
L'octubre de 2024 fou investida alcaldessa de Viladecans, quan Carles Ruiz assumí la Presidència de FGC i deixà l'alcaldia.